# Kalanaur (Haryana)
Kalanaur és una ciutat i municipalitat al districte de Rohtak a Haryana, Índia, a 28° 50′ N, 76° 24′ E / 28.83°N,76.4°E. Al cens del 2001 consta amb 16.847 habitants.
La regió fou dominada pel mític emperador pandava Janamejaya (sànscrit: जनमेजय) esmentat al Mahabharata i el seu germà Kakshasena va establir un regne separat a Indraprastha que després va esdevenir hegemònic; un altre germà hauria establert un altre regne a Kalanaur (Panjab). El rajputs jarrals van dominar la regió amb seu a Kalanaur (Haryana).
Kalanaur fou fundada segons la Gaseta Imperial de l'Índia per dos germans anomenats Kalian Singh i Bhawan Singh, que eren ponwar rajputs, gendres de Anang Pal de Delhi, rebent el nom del primer (Kalianur, derivat Kalanaur). Apareixen també esmentats com a fundadors dos germans musulmans anomenats Kala i Noor, però això semble ser una faula derivada de l'enfrontament religiós modern entre musulmans i hindús; també es diu que l'historiador Mohammad Latif atribueix la fundació a la tribu Noor dels rajputs, encara que no és clar si això és cert per manca de font precisa, i, suposat que ho fos, no se sap si es refereix a la Kalanaur del Panjab o a la d'Haryana.
El raja de Kalanaur Saheb Rao Sena fou un dels 150 que va participar en les batalles de Tarain (Thanesar) el 1191 i 1192 al costat de Prithwi Raj Chauhan contra Muizz al-Din Muhammad de Ghur; després de la derrota es va fer musulmà mentre Prithwi Raj Chauhan fou capturat i mort pels gúrides. Els rajputs de la regió van emigrar a les zones muntanyoses. Els únics rajputs que no havien acceptat l'hegemonia de Prithwi Raja fou el rathor Jai Chand de Kannauj.
Els rajputs ponwars descendents de Kalian la van governar durant segles; en foren desposseïts per un temps pels balutxis de Farrukhnagar al segle xviii, però la van recuperar per orde la cort imperial.